# Тони Айоми
Антъни Франк Айоми (на английски: Anthony Frank Iommi), познат повече като Тони Айоми (Tony Iommi), е британски рок китарист, роден на 19 февруари 1948 г. в квартал Астън на Бирмингам, Англия. Айоми е съосновател и соло-китарист в британската рок група Black Sabbath, като е единственият член, взел участие във всички албуми. Считан е за откривател на тежкото метъл звучене и мрачни рифове, както и за първия метъл китарист.

## Биография
Тони Айоми хваща за пръв път китарата в ранна тийнеджърска възраст, силно вдъхновен от музиката на групата The Shadows, чиито китарист Ханк Марвин се превръща в неговия първи идол. Айоми започва работа в индустриална фабрика в родния си град Бирмингам, където претърпява инцидент, при който са отрязани върховете на средния и безимения пръст на дясната му ръка. Тъй като е левичар, Айоми изпитва трудности при притискането на струните към грифа на китарата, което временно го отказва от свиренето. Голямото му желание да прави музика го принуждава не след дълго отново да се захване с китарата, прилагайки хитрост, за да улесни свиренето с наранените пръсти, слагайки по-меки струни и настройвайки китарата на по-ниска тоналност (от Е в С#), така че струните да са по-отпуснати и изискващи по-малко усилия за притискане. За пръстите си Айоми си измайсторява изкуствени протези от разтопена пластмасова бутилка, които да заместят липсващите върхове. Всичко това резултира в по-тежко звучене, като на практика по този начин Айоми полага основите на метъл саунда, като този прийом е използван от всички бъдещи метъл групи и се превръща в основна характеристика на този жанр.

### Музикална кариера
В началото на кариерата си Айоми взима участие в няколко блус и рок групи, най-успешната от които е ъндърграунд формацията Mythology, а през 1967 година, след нейното разпадане, основава групата Polka Tulk Blues Band или просто Polka Tulk, чиито останали членове са приятелите му от училищните години Терънс „Гийзър“ Бътлър и Бил Уорд, както и все още никому неизвестният Джон „Ози“ Озбърн, който е доведен от Бътлър. Двамата са свирили заедно преди това в групата Rare Breed. Името Polka Tulk е по идея на Ози Озбърн, видял го на кутия от талкова пудра. Айоми напуска за кратко, с идеята да се присъедини към Jethro Tull през 1968, но съвсем скоро, само след едно участие с Jethro, се връща, а Polka Tulk междувременно е прекръстена на Earth. Малко по-късно името е сменено на Black Sabbath (решението е взето поради съвпадение с друга британска група) след като Ози и Бътлър гледат филм на ужасите по новела на Денис Уетли със същото име и решават да правят страшна музика.
В първите четири албума Тони Айоми създава канони в използването на китарата и в метъла със своите тежки и мрачни рифове, непознати дотогава, а песни като „Paranoid“, „Iron Man“, „Black Sabbath“, „NIB“ и „War Pigs“ са образец за метъл групите и до днес. По-ниската настройка на китарата на Айоми е вследствие на инцидент, при който китаристът губи върховете на двата си средни пръста. В резултат на това Тони разхлабва струните, за да му бъде по-удобно да свири. След трите изключително успешни албума "Black Sabbath", "Paranoid" и "Master of Reality", звученето на групата се променя с влияния от прогресив рока, а в някои песни от следващите албуми (например "Sabbath Bloody Sabbath") Айоми свири на флейта. Успехът на Блек Сабат продължава с по-експерименталните албуми "Vol 4.", "Sabbath Bloody Sabbath" и "Sabotage". В последните два албума на групата от 70-те влиянията са повече от хард рок звученето, а злоупотребата на музикантите с алкохол и наркотици се отразява върху тяхната форма.
Вокалистът Ози Озбърн е уволнен от групата през 1979, като е заместен от Рони Джеймс Дио. Сред причините са различията между Ози и Айоми в представите им за стиловата насока, като Айоми настоятелно налага по-прогресивен и експериментаторски саунд, както и отсъствията на Озбърн от репетиции и лошата му вокална форма. С Дио зад микрофона Сабат се завръща на успешния път, като аблумите "Heaven and Hell" и "Mob Rules" се нареждат сред класиките в началото на 80-те години.
Следващите години са белязани от многобройни промени в състава, като през 1983 г. вокал е Иън Гилън. Албумът "Born Again" обаче се оказва провал и е посрещнат негативно от критиката. Така през 1984, след многобройни кавги и напускания на отделни членове, групата Black Sabbath на практика не функционира и Тони Айоми решава да издаде своя първи солов албум, озаглавен „Seventh Star“ (1986), но издателската къща го принуждава да подпише албума като „Black Sabbath с участието на Tony Iommi“, тъй като договорът на марковото име „Black Sabbath“ не е изтекъл и в противен случай компанията би претърпяла финансови загуби. Вокалист в него е Глен Хюз, участват още Джеф Николс (клавишни), Дейв Шпиц (бас) и Ерик Сингър (барабани).
През 1987 г. отново е събран постоянен състав на Блек Сабат, като вокал става Тони Мартин. Мартин се присъединява в последния момент преди издаването на албума "The Eternal Idol" и презаписва вокалите на предишния певец Рей Гилън в много кратък срок. Годините с Тони Мартин не са толкова комерсиално успешни, но Блек Сабат свири за първи път в множество държави, сред които Гърция и СССР. Албумът "Headless Cross" от 1989 г. е най-популярният от петте албума, в които пее Мартин. В периода 1991 – 1992 г. отново вокал е Дио и е издаден албумът "Dehumanizer".
През 1997 г. Блек Сабат се събира в оригиналния си състав, проведено е мащабно турне и е издаден концертният албум "Reunion". Плановете са запис на нов албум обаче пропадат и така Айоми се фокусира върху солов албум. Той излиза през 2000 г. е и озаглавен просто „Iommi“. Вокалите в него изпълняват различни музиканти, сред които Ози Озбърн, Хенри Ролинс, Дейв Грол (Nirvana, Foo Fighters), Фил Анслемо (Pantera), Били Корган (The Smashing Pumpkins) и Серж Танкиан (System of a Down).
2005 е годината на издаването на втория му солов албум, наречен „Fused“, който е съвместна продукция с бившия член на Deep Purple и Black Sabbath Глен Хюз, изпълняващ всички вокални партии и свирещ на бас китарата. Хюз взима дейно участие и в написването на песните, които въпреки това са дело главно на Айоми. Още един запис с участието на Хюз и Айоми излиза година по-рано през 2004 г. – това е демозаписът The 1996 DEP Sessions от 1996 г., който е довършен с презаписване на барабанните партии.
През октомври 2006 Тони Айоми съобщава, че ще започне турне с екс-членове на Black Sabbath – Бил Уард, Гийзер Бътлер и Рони Джеймс Дио, но под името Heaven and Hell. Името е избрано, за да се прекрати свързването на бандата и музикантите с бившия член Ози Озбърн. По-късно е съобщено, че Бил Уард няма да участва и на негово място идва Вини Апис.
Групата започна турнето си в САЩ през април с групите Megadeth и Machine Head като подгряващи групи. През 2007 г. групата записа три нови парчета, които включи в излезлия през ноември сборен албум The Dio years. Новите парчета са Shadow of the wind, Ear in the Wall и The Devil Cried. Освен това беше заснет на DVD концертът им в прочутата Radio City Music Hall в Ню Йорк. Видеото излезе на пазара в края на 2007 г. През първата половина на 2008 г. Heaven and Hell заедно с Judas Priest и Motorhead направиха поредица от концерти в Северна Америка, а след края на турнето влязоха в студио, започвайки работа по новият албум на групата. Албумът излезе на пазара през април 2009 г. Смъртта на Дио през 2010 г. слага край на "Heaven and Hell".
През 2011 г. оригиналният състав на Блек Сабат се събира отново. Скоро след това Бил Уорд напуска поради проблеми около договора му. През 2013 г. Сабат записва албума "13", който става последен в дискографията на групата. В периода 2016 – 2017 г. е проведено прощалното световно турне на метъл пионерите. За последно Блек Сабат свири на прощалния концерт "Back to the Beginning" на 5 юли 2025 г. пред над 40 000 зрители. Още над 5 милиона души по целия свят гледат концерта онлайн, а приходите са дарени за благотворителност. Освен това Айоми свири в две от песните в последния солов албум на Ози Озбърн "Patient number 9". Песента "Degradation Rules" печели Грами за най-добро метъл изпълнение.
Сред колаборациите на Айоми са участие в проекта "Rock Aid Armenia", кратко съществувалата супергрупа "Who cares?" с Иън Гилън, композирането на песента "Lonely Planet", с която арменците Dorians участват на Евровизия, както и участия в песни на Candlemass и Роби Уилямс.

## Солова дискография
- Iommi (2000)
- Fused (2005)